# Rodrigo Garcia
Rodrigo Garcia (Tanabi, 10 de maio de 1974) é um advogado, empresário e político brasileiro, atualmente sem partido. É ex-governador de São Paulo. Foi deputado estadual eleito por três legislaturas consecutivas, 1999-2002, 2003-2006 e 2007-2010, e presidente da Assembleia Legislativa de São Paulo de 15 de março de 2005 a 15 de março de 2007.
Descendente de espanhóis, licenciou-se do cargo de deputado para estar à frente da Secretaria Municipal de Modernização, Gestão e Desburocratização da Prefeitura de São Paulo, de 2008 a 2010. Em abril de 2010, voltou à Assembleia Legislativa para dar continuidade aos seus trabalhos como deputado estadual pelo Democratas. Foi vice-presidente nacional do DEM e secretário-geral do partido no Estado de São Paulo.
Rodrigo formou dobradinhas inéditas em eleições para deputado com Gilberto Kassab. Em 2011, rompeu com o então Prefeito de São Paulo, declinando do convite de integrar o PSD, partido fundado por Kassab. Em maio de 2011, foi convidado pelo governador do Estado de São Paulo, Geraldo Alckmin, para assumir a Secretaria de Estado de Desenvolvimento Social.
No dia 28 de maio de 2013, novamente a convite do governador Geraldo Alckmin, assumiu a Secretaria de Desenvolvimento Econômico, Ciência e Tecnologia do Estado de São Paulo, que, posteriormente, passou a ser denominada Secretaria de Desenvolvimento do Estado de São Paulo. Em 3 de abril de 2014, deixou o comando da Secretaria para voltar à Câmara Federal.
Nas eleições de 2014, para a 55.ª legislatura (2015-2019), Rodrigo foi o quinto deputado federal mais votado no Estado de São Paulo, obtendo 336.151 votos. Em 1 de fevereiro de 2015, assumiu seu quinto mandato. Após, em 19 de março de 2015, se licenciou do cargo para assumir a Secretaria de Estado da Habitação no novo governo de Geraldo Alckmin. Votou a favor do impeachment de Dilma Rousseff.
Nas eleições de 2018, concorreu como vice-governador na chapa de João Doria, pela qual foi eleito em segundo turno.
Em 2021, depois de 27 anos, Rodrigo Garcia deixou as fileiras do Democratas para se filiar ao PSDB.
Em 1 de abril de 2022 assumiu o cargo de governador de São Paulo, após a renúncia do titular, João Doria, para disputar a presidência da República nas eleições de 2022. Disputou as eleições estaduais daquele ano visando a sua reeleição, mas ficou em terceiro lugar, se tornando o primeiro Governador do Estado de São Paulo a ser derrotado em uma tentativa de reeleição ainda no primeiro turno, tendo como candidato a vice o deputado federal Geninho Zuliani.
Em 11 de março de 2024, Rodrigo anunciou sua saída do PSDB.

## Carreira política

### Linha do tempo
- 1974 - Nasce em Tanabi (São Paulo);[11]
- 1992 - Ingressa na política como assistente-técnico na Câmara dos Deputados;[12]
- 1995 - É nomeado secretário-adjunto da Secretaria de Agricultura e Abastecimento do Estado de São Paulo e membro do Conselho Administrativo da CODASP – Companhia de Desenvolvimento Agrícola de São Paulo;[12]
- 1997 - Assume a chefia de gabinete da Secretaria de Planejamento, da Prefeitura de São Paulo;[12]
- 1998 - Aos 24 anos, é eleito deputado estadual por São Paulo[13];
- 2002 - É reeleito deputado estadual por São Paulo;[13]
- 2005 - É eleito presidente da Assembleia Legislativa de São Paulo;[13]
- 2007 - Pela terceira vez consecutiva, é reeleito deputado estadual por São Paulo;[13]
- 2008 - Licencia-se do cargo para comandar a Secretaria Especial de Modernização, Gestão e Desburocratização da cidade de São Paulo;[12]
- 2009 - É nomeado para comandar a Secretaria Municipal de Modernização, Gestão e Desburocratização, da cidade de São Paulo;[13]
- 2010 - É eleito deputado federal por São Paulo;[12]
- 2011 - Licencia-se do cargo para comandar a Secretaria de Estado de Desenvolvimento Social, a convite do governador Geraldo Alckmin;[12]
- 2013 - Assume a Secretaria de Desenvolvimento Econômico, Ciência, Tecnologia e Inovação do Estado de São Paulo;
- 2014 - É reeleito deputado federal por São Paulo;[14]
- 2015 - Assume a Secretaria da Habitação do Estado de São Paulo;[15]
- 2019 - Assume a vice-governadoria e a Secretaria de Governo do Estado de São Paulo.[15]
- 2022 - Assume o cargo de governador do estado de São Paulo após a renúncia de João Doria.[16]